# Пашуково (Ярославль)
Пашуково — жилой район в составе Северного жилого района Ярославля. Состоит из четырёх микрорайонов (№ 12, 13, 14 и 15) и посёлка из нескольких частных домов.

## История
В XVII—XIX веках Пашуково было небольшой деревней в 12 верстах от Ярославля, входившей в состав Норской волости Ярославского уезда. Название деревни — антротопоним, образованный от имени Пашук (бытовая форма имени Павел).
В 1944 году Пашуково включено в состав города.
В 1971 году был принят новый генеральный план Ярославля, предусматривающий расширение Северного жилого района и строительство севернее Брагина нового массива. В 1980 году был утверждён проект детальной планировки нового жилого района, получившего название Пашуково и состоящего из микрорайонов № 12, 13, 14, 15.
В середине 1980-х началась активная застройка многоэтажками 14-го микрорайона. С 2000-х — застройка 12-го микрорайона, в центре которого оказалась бывшая деревня. С 2020 года ведётся застройка 15-го микрорайона. В 2021 году утверждена планировка 13-го микрорайона, включающего в себя уже застроенную часть посёлка Норское со стадионом «Красный перевал».
В 2024 году в Пашуково открыта средняя школа № 92.

## География
Район ограничен улицами Бабича, Большой Норской и Ленинградским проспектом. С юга к нему примыкает жилой район Брагино, с востока — посёлок Скобыкино, с севера — посёлок Норское.

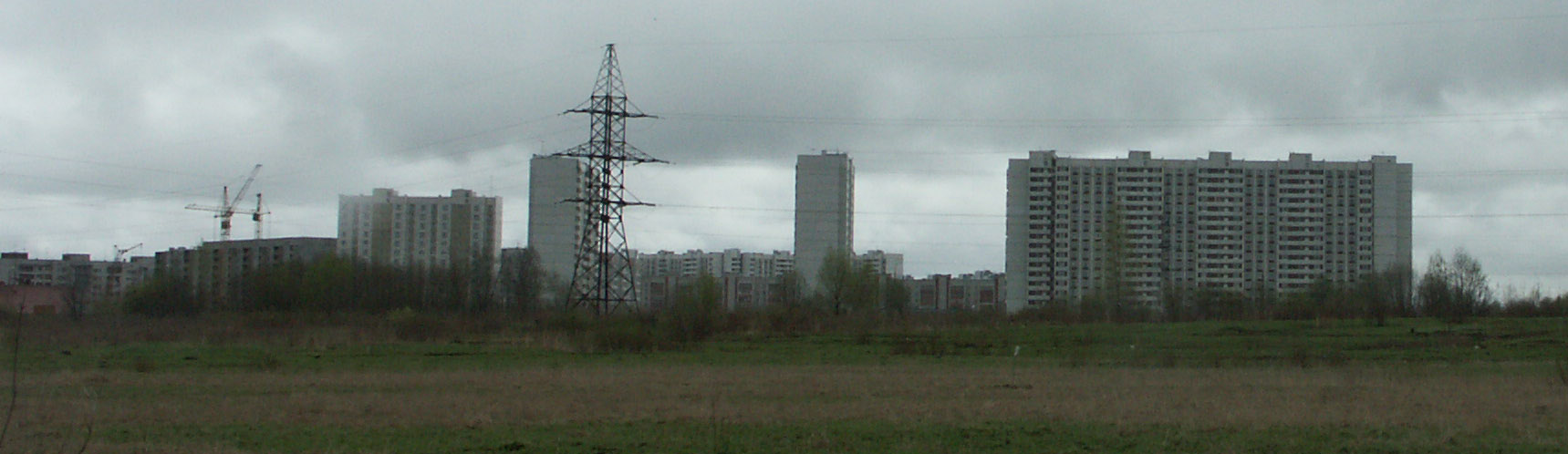
Вид на 14-й микрорайон

### Улицы
- Брагинская
- Генерала Маргелова
- Малая Норская
- Пашуковская
- Строителей
- 4-й и 5-й Норские переулки
- проезд Моторостроителей

## Образование
В 14-м микрорайоне расположены три детских сада — № 2, № 18, № 69, школа № 56, детская школа искусств № 10.
В 12-м микрорайоне расположена школа № 92, ведется строительство детского сада.